# Fates
Fates är den kanadensiske gitarristen Erik Mongrains debutalbum, utgivet 2007.

## Låtlista
1. PercussienFa - 3:53
2. Fates - 4:59
3. La Dernière Pluie - 3:14
4. Fusions - 3:24
5. Géométrie D'une Erreur - 4:40
6. Mais Quand? - 4:41
7. AirTap! - 3:48
8. Confusion #8 - 3:27
9. Interprétations - 4:17
10. I Am Not - 5:29